# 344581 Albisetti
344581 Albisetti este o planetă minoră (asteroid) din centura de asteroizi. A fost descoperită pe 24 ianuarie 2003 la Sormano de osservatorio astronomico di Sormano⁠(d). 
Obiectul prezintă o orbită caracterizată de o semiaxă mare de 3,1024379095923 UAi, o excentricitate de 0,21, o înclinație de 7,7 ° în raport cu ecliptica.